# 神山さやか
神山 さやか（かみやま さやか、1983年6月13日 - ）は、日本の歌手。愛知県出身。血液型A型。

## 概要
テレビ東京『ASAYAN』の超歌姫オーディションにて選出され、2002年1月23日「月とハーモニカ」（テレビ東京『Mr.マリック魔法の時間』エンディングテーマ）でデビューした。
2005年6月13日に公式ブログで「Thyme（タイム）」への改名を発表。その後、清水哲平（シミズテッペイ）と星野孝文（ホシノタカフミ）と共にロックグループ「THYME」のメンバーとして活動している。なお自身の名前のスペルはバンド名と区別するため2007年に「thyme」へと改めている。2010年9月23日、「THYME」の活動終了に伴い、ソロ活動を再開。

## ディスコグラフィー
1. 月とハーモニカ（2002年1月23日）オリコン20位
  1. 月とハーモニカ[4:05]
作詞：中山加奈子／作曲：chihiro／編曲：笹路正徳
テレビ東京系『Mr.マリック魔法の時間』エンディングテーマ
  2. 恋を抱きしめよう[3:46]
作詞：中山加奈子／作曲：chihiro／編曲：笹路正徳
  3. 月とハーモニカ (Instrumental)[4:05]
  4. 恋を抱きしめよう (Instrumental)[3:42]
2. 卒業Love Song（2002年3月6日）オリコン25位
  1. 卒業 Love Song[4:44]
作詞：有山祥彦・本城あきら／作曲：有山祥彦／編曲：笹路正徳
  2. Days[5:11]
作詞：神山さやか・本城あきら／作曲：有山祥彦／編曲：笹路正徳
  3. 卒業 Love Song (Instrumental)[4:45]
  4. Days (Instrumental)[5:07]
3. Honey Moon（2002年10月19日）オリコン20位
  1. Honey Moon[4:53]
作詞：中山加奈子／作曲：鎌田雅人／編曲：笹路正徳
テレビ朝日系『Matthew's Best Hit TV』エンディングテーマ
  2. Beach[4:39]
作詞：中山加奈子／作曲：鎌田雅人／編曲：笹路正徳
  3. Honey Moon (Instrumental)[4:54]
  4. Beach (Instrumental)[4:33]